# Owen Broder

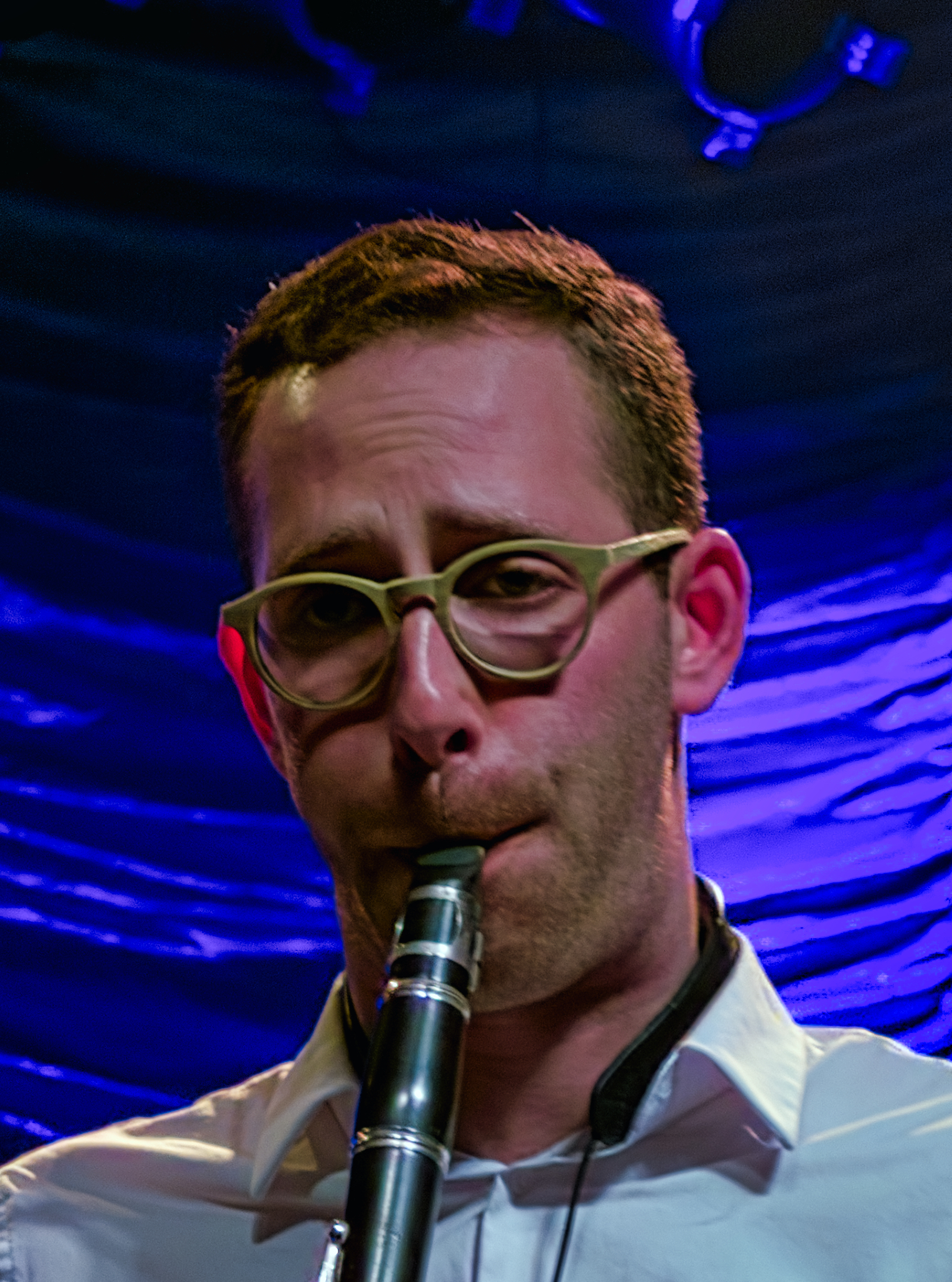
Owen Broder bei einem Auftritt mit Postmodern Jukebox in Berlin (2019)

Owen Broder (* 1. November 1989) ist ein US-amerikanischer Jazzmusiker (Alt- und Baritonsaxophon, Klarinette, Komposition).

## Leben und Wirken
Broder studierte an der University of North Carolina School of the Arts und ist seit den 2010er Jahren in der New Yorker Jazzszene aktiv; erste Aufnahmen entstanden 2016 mit der Sängerin Nancy Harrow. U. a. gehörte er dem Anat Cohen Tentet (Triple Helix) und der Formation Kyle Athayde Dance Party an. 2018 wurde er „Newcomer des Jahres“ (Debut Artist of the Year) beim NPR Critic’s Poll. Als Aufnahme mit insgesamt fünfzehn Musikern, darunter Jay Anderson und Matt Wilson, legte er 2018 sein Debütalbum Heritage: The American Roots Project (ArtistShare) vor. 2022 folgte das Johnny Hodges gewidmete Album Hodges: Front and Center, Vol. 1, das mit dem Trompeter Riley Mulherkar, dem Pianisten Carmen Staaf, Bassist Barry Stephenson und dem Schlagzeuger Bryan Carter entstand. „Broder kopiert Hodges nicht (wenige abgesehen von Marshall Royal kommen ihm nahe), sondern baut seine Soli oft auf ähnlich bewusste Weise auf“, meinte Scott Yanow.
Broder tritt weiterhin mit vier Bands und Ensembles auf, darunter dem kollaborativen Quintett Cowboys & Frenchmen, das seit 2015 Alben wie Rodeo oder Our Highway veröffentlicht hat. Ein weiteres Projekt ist seine Zusammenarbeit mit den Musikerkollegen Sirintip und Thana Alexa (Live from Our Living Rooms), eine Reaktion auf die COVID-19-Pandemie und ihre Auswirkungen auf Musiker und Künstler. Im Bereich des Jazz war er laut Tom Lord zwischen 2016 und 2019 an 12 Aufnahmesessions beteiligt.

## Diskographische Hinweise
- Heritage: The American Roots Project (2018), u. a. mit Vuyo Sotashe, Scott Wendholt, Nick Finzer, James Shipp, Frank Kimbrough, Sara Caswell, Jay Anderson, Matt Wilson[3]
- Cowboys & Frenchmen: Our Highway (2020), mit Ethan Helm, Addison Frei, Ethan O’Reilly, Matt Honor[6]
- Hodges: Front and Center, Vol. 1 (2022)[7]

- Hodges: Front and Center, Vol. 2 (2024)